# دونا أندروز
دونا اندروز (بالإنجليزية: Donna Andrews)‏ (23 أكتوبر 1952 في الولايات المتحدة)؛ روائية أمريكية.